# Geißelungskapelle
Die Geißelungskapelle (lateinisch Flagellatio) ist ein kleines Kirchengebäude im moslemischen Viertel der Jerusalemer Altstadt an der Via Dolorosa und bildet mit der Verurteilungskapelle im selben Hof gegenüber die zweite Station des dortigen Kreuzweges.
Der im 12. Jahrhundert errichtete Kreuzfahrerbau diente nach Ende der Kreuzfahrerzeit als Pferdestall, später als Weberwerkstatt, bis er zusammenfiel. Ibrahim Pascha gab die Ruine 1838 an die katholische Kirche, vertreten durch die Kustodie des Heiligen Landes der Franziskaner (OFM), zurück, Max Joseph in Bayern finanzierte die Wiederherstellung der verfallenen Kapelle 1839. 1929 wurde sie nach den Plänen von Antonio Barluzzi (1884–1960) im Stil des 12. Jahrhunderts wieder aufgebaut.
Die drei Fenster nach Entwürfen von Duilio Cambellotti (1876–1960) zeigen 
- die Geißelung Christi an der Martersäule

Inschrift:  Tunc ergo apprehendit Pilatus Jesum et flagellavit (Da nahm Pilatus Jesus und ließ ihn geißeln.)
- Pontius Pilatus, der sich die Hände in Unschuld wäscht

Inschrift: Innocens ego sum a sanguine iusti huius (Ich bin unschuldig am Blut dieses Gerechten)
- die Freilassung des Barabbas.

Inschrift: Tolle hunc et dimitte nobis Barabbam (Hinweg mit diesem, gib uns Barabbas los!)
Das Mosaik in der Kuppel über dem Altar zeigt die Dornenkrone.
Im Franziskanerkloster bei der Geißelungskapelle ist der Sitz des Studium Biblicum Franciscanum, des franziskanischen Studienzentrums für biblische und archäologische Forschungen.

## Galerie

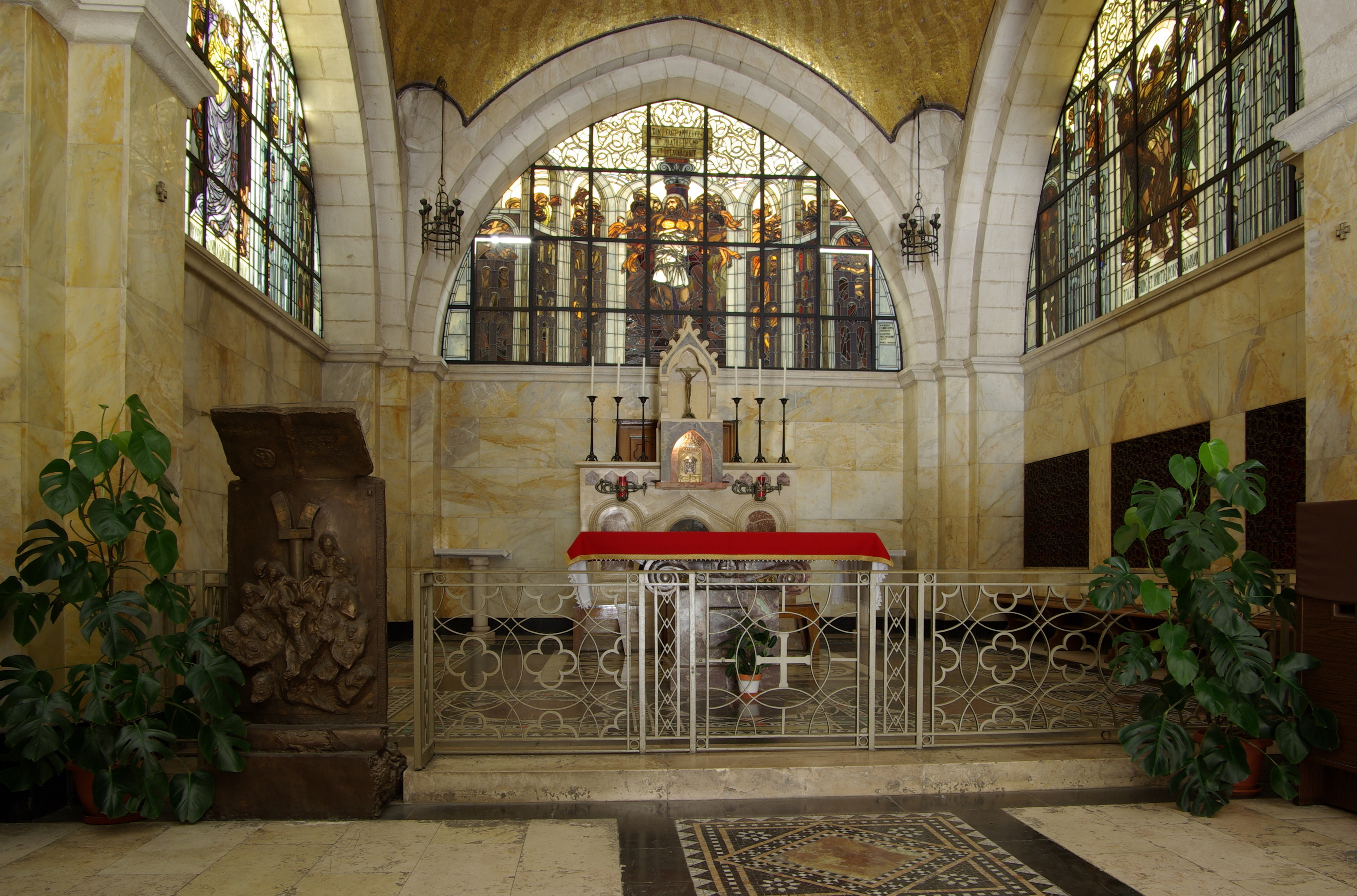
Innenansicht
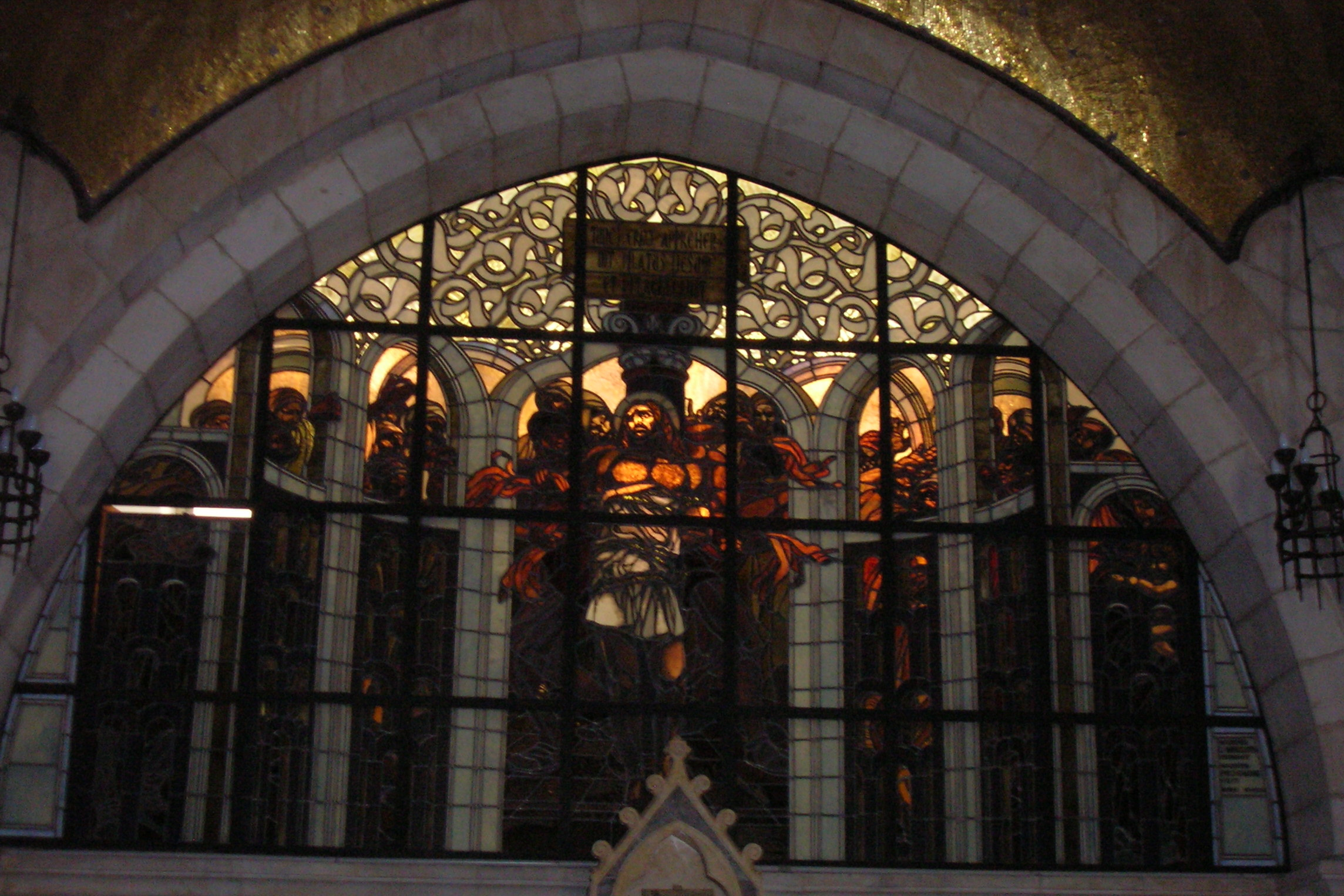
Fenster über dem Altar: Geißelung Jesu
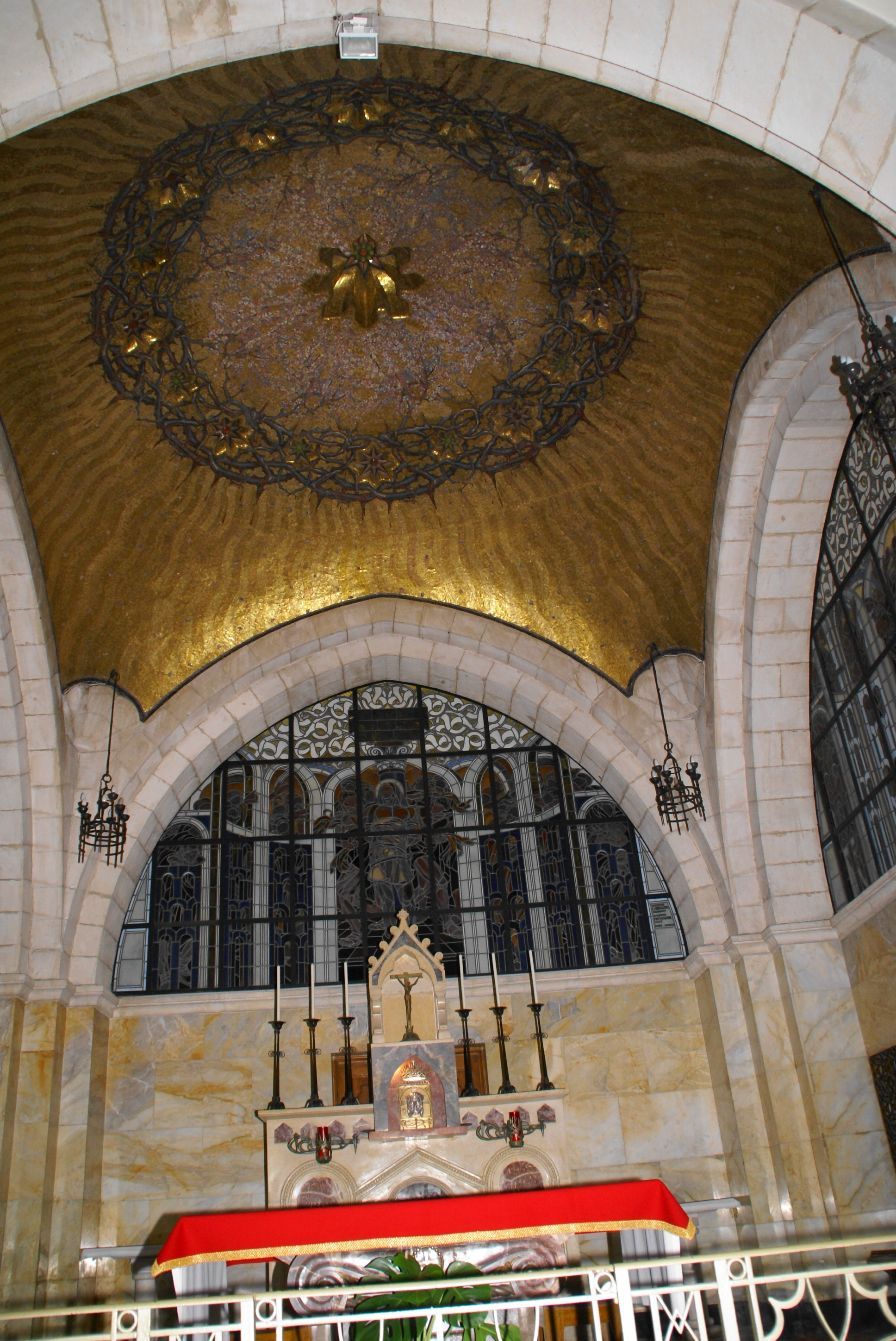
Kuppelmosaik: Die Dornenkrone